# Българско училище „Васил Левски“ (Франкфурт на Майн)
Българското училище „Васил Левски“ (на немски: Bulgarische Schule „Wassil Lewski“) е училище на българската общност в град Франкфурт на Майн. Директор на училището е преподавателката по история – Маргарита Русанова.

## История
Училището е открито през 2010 г. Основателка и пръв директор на училището е Маргарита Русанова. Целите които си поставя е изучаването на българския език по програмите на Министерството на образованието на Република България и признаване на българското обучение от образователните власти на провинция Хесен. През 2012 г. то става член на Асоциацията на българските училища в чужбина.
През учебните 2012/2013, 2013/2014 и 2014/2015 години училището работи по програмата „Роден език и култура зад граница“ на МОН на България. От учебната 2015/2016 г. училището работи по постановление № 90 (от 29 май 2018 г.) на Министерския съвет на Република България и е включено в списъка на българските неделни училища в чужбина.

## Обучение
В училището се обучават ученици от I до XII клас и деца в подготвителни групи (на 4-6 годишна възраст). Изучава се български език и литература, история и география на България, информационни технологии, музика.